# Metaplusia trichodisca
Metaplusia trichodisca là một loài bướm đêm trong họ Noctuidae.